# Космос-1870
Космос-1870 — автоматическая орбитальная станция, созданная по программе «Алмаз-Т» с целью выполнения программ научного и экономического назначения, международного сотрудничества Министерства Обороны СССР. Основным назначением станции был радиолокационный обзор Земли с помощью РСА «Меч-К».

## Полезная нагрузка
РСА «Меч-К» — радиолокатор с синтезированной апертурой антенны разработки НПО «Вега».

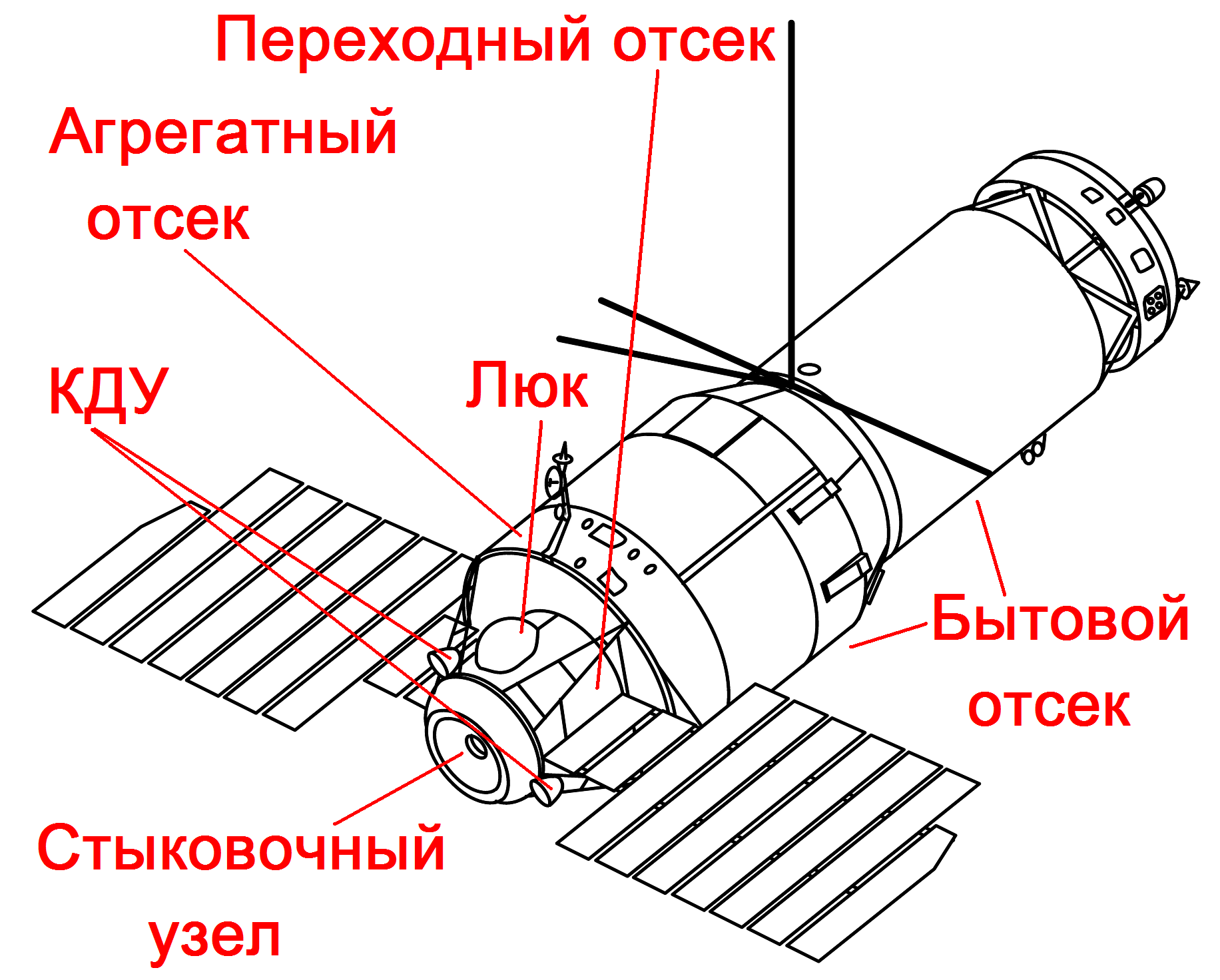
«Салют-2», «Салют-3» и «Салют-5»

Радиолокационная система включала в себя две волноводно-щелевые антенны, расположенные вдоль левого и правого борта КА, размером 1,5×15 м, формирующие два отдельных луча. Каждая антенна состояла из трёх секций с центральной запиткой для формирования стоячей волны.
Первоначально в 1963—1965 гг. в НПО «Вега» была разработана РСА космического базирования «Меч-А» для орбитальной пилотируемой станции (ОПС) «Алмаз». Предусматривалось участие экипажа ОПС в обслуживании РСА, в состав которой входило бортовое фоторегистрирующее устройство для записи радиоголограммы на восьмисантиметровую фотоплёнку. Периодически раз в три месяца кассеты с записями подлежали сбросу в капсулах на Землю, где должен был обеспечиваться синтез радиолокационных изображений (РЛИ). В задачу экипажа входили перезарядка кассет с фотоплёнкой, их установка в капсулу, а также контроль работоспособности бортовой аппаратуры.
По программе «Алмаз» пилотируемыми станциями стали «Салют-2», «Салют-3» и «Салют-5», после 1976 года построенные космические аппараты переделаны в беспилотные спутники дистанционного наблюдения за поверхностью Земли, а задел при создании РСА «Меч-А» был использован при создании полностью автоматической РСА «Меч-К».
Характеристики РСА «Меч-К»:
- Рабочая частота — 3 ГГц;
- Пространственное разрешение — 25…30 м;
- Поляризация сигналов — линейная горизонтальная;
- Ширина полосы захвата — 2×300 км;
- Протяжённость записи РЛ-изображения вдоль трассы — 20—240 км.

Состав:
- Резервный приёмопередатчик;
- Устройства запоминания информации — видеомагнитофон;
- Аналоговая радиолиния;
- Измеритель доплеровской частоты.